# Церковь Успения Пресвятой Богородицы (Химки)
Церковь Успения Пресвятой Богородицы — храм Сергиево-Посадской епархии Русской православной церкви в городе Химки Московской области.
Адрес: Московская область, город Химки, квартал Трахонеево, 21А.
В результате объединения в 2004 году населённых пунктов Химкинского района деревня Трахонеево вошла в Химкинский микрорайон Клязьма-Старбеево в качестве квартала Трахонеево.

## История
Село Траханеево получило свое название по фамилии его владельцев дворянского рода греческого происхождения — Траханиотовых, которые также владели также соседними селами Ивакино и Павельцево. В середине XVI века селом владел боярин Василий Юрьевич Траханиотов, и уже в то время там стояла Успенская церковь. В 1764—1766 годах в Трахонеево построили новую деревянную церковь в честь Успения Пресвятой Богородицы, её здание представляло «восьмерик на четверике», срубленный из соснового леса.

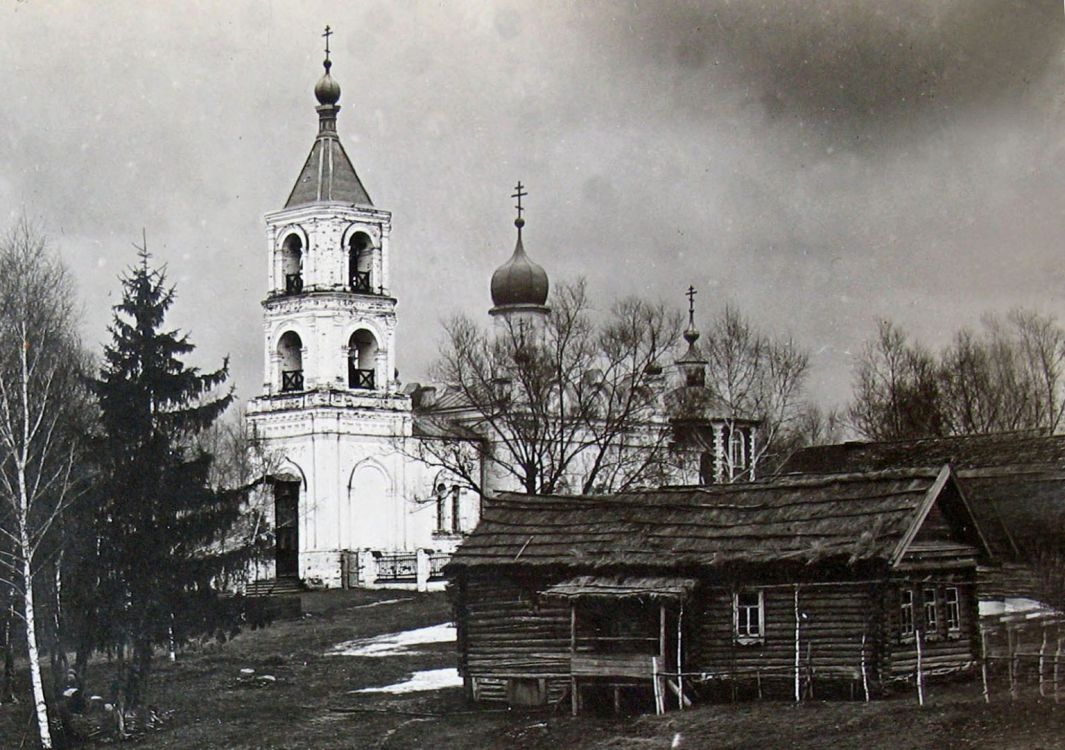
Церковь Успения Пресвятой Богородицы до революции

В 1878—1892 годах была к деревянному зданию старой церкви была пристроена новая каменная церковь Успения Пресвятой Богородицы в русском стиле. У храма были два архитектора: автор её первоначального проекта — московский зодчий Андрей Николаевич Стратилатов, затем сооружение храма продолжил, в частности строил колокольню, — Василий Фёдорович Баранов. В 1883 году был освящён правый придел во имя Святителя и Чудотворца Николая. В 1889 году был освящен левый придел во имя Успения Пресвятой Богородицы. В этом же году была открыта церковно-приходская школа.
Пережив Октябрьскую революцию, церковь была закрыта в 1930-х годах, и до 1995 года в её здании находилось литейное производство. В 1970-х годах была разобрана, простоявшая двести лет деревянная церковь.
После распада СССР, в 1996 году, храм Успения Пресвятой Богородицы был возвращен верующим, и началась его реставрация. В настоящее время храм действующий, его настоятелем является священник Сергий Александрович Кунегин.
Церковь Успения Пресвятой Богородицы в Трахонеево, является объектом культурного наследия регионального значения (Постановление Правительства Московской области от 15.03.2002 года).